# 11592 Clintkelly
11592 Clintkelly (1995 FA7) là một tiểu hành tinh vành đai chính được phát hiện ngày 23 tháng 3 năm 1995 bởi Spacewatch ở Kitt Peak.